# CASA C-207
CASA C-207 Azor (T.7) – hiszpański samolot pasażerski i transportowy.

## Historia
Samolot został skonstruowały w wytwórni Construcciones Aeronáuticas SA (CASA) jako samolot pasażerski.
Pierwszy lot samolotu oznaczonego jako CASA C-207A odbył się 28 września 1955 roku, który był samolotem pasażerskim przystosowanym do przewozu 30 pasażerów. Następnie zbudowano kolejną wersję oznaczoną jako CASA C-207B, który różnił się od poprzedniego tylko ilością miejsc pasażerskich, którą zwiększono do 40. Samoloty te nie spotkały się z zainteresowaniem linii lotniczych, ale zainteresowało się nim lotnictwo wojskowe Hiszpanii. Zamówiła ona serię 10 samolotów w wersji C-207A (T.7A), które produkcję rozpoczęto w 1960 roku. Na zamówienie lotnictwo wojskowego opracowano i wyprodukowano również 10 samolotów w wersji CASA C-207C, oznaczenie wojskowe T.7B.
Wersja wojskowego samolotu transportowanego była przystosowano do przewozu 37 spadochroniarz wraz z pełnym wyposażeniem o masie do 15 kg lub ładunku o masie 3350 kg. Do załadunku spadochroniarzy i ładunku samolot wyposażono w specjalne drzwi w tylnej części kadłuba, które po otwarciu stanowiły rampę ładunkową.
Łącznie wyprodukowano 22 samoloty typu CASA C-207, w tym dwa prototypy. W dwóch samolotach eksperymentalnie zastosowano silniki Pratt & Whitney Double Wasp.

## Służba
Samoloty CASA C-207 były użytkowane przez hiszpańskie lotnictwo wojskowe do końca lat siedemdziesiątych XX wieku, kiedy zostały zastąpiony przez samolot CASA C-212.